# VI Państwowe Liceum i Gimnazjum im. Stanisława Staszica we Lwowie
VI Państwowe Liceum i Gimnazjum im. Stanisława Staszica we Lwowie – polska szkoła z siedzibą we Lwowie w okresie II Rzeczypospolitej, od 1938 o statusie gimnazjum i liceum ogólnokształcącego.

## Historia
Pierwotnie w okresie zaboru austriackiego w 1902 powstało C. K. VI Gimnazjum we Lwowie w wyniku wyodrębnienia samodzielnych oddziałów, stanowiących od 1901 filię C. K. V Gimnazjum we Lwowie.
Po odzyskaniu przez Polskę niepodległości władze II Rzeczypospolitej utworzyły „VII Państwowe Gimnazjum im. Tadeusza Kościuszki we Lwowie”. Funkcjonowała jednocześnie filia VII Gimnazjum, która w 1919 usamodzielniła się jako X Państwowe Gimnazjum im. Henryka Sienkiewicza we Lwowie.
Gimnazjum działało w type klasycznym. Do 1939 szkoła mieściła się przy ulicy Łyczakowskiej 37 (projekt budynku wykonał architekt Adolf Wiktor Weiss, obecnie ulica pod tą samą nazwą). W 1926 w gimnazjum prowadzono osiem klas w ośmiu oddziałach, w których uczyło się 281 uczniów wyłącznie płci męskiej.
Zarządzeniem Ministra Wyznań Religijnych i Oświecenia Publicznego Wojciecha Świętosławskiego z 23 lutego 1937 „VI Państwowe Gimnazjum im. Stanisława Staszica we Lwowie” zostało przekształcone w „VI Państwowe Liceum i Gimnazjum im. Stanisława Staszica we Lwowie” (państwową szkołę średnią ogólnokształcącą, złożoną z czteroletniego gimnazjum i dwuletniego liceum), a po wejściu w życie tzw. reformy jędrzejewiczowskiej szkoła miała charakter męski, a wydział liceum ogólnokształcącego był prowadzony w typie humanistycznym.

## Dyrektorzy
- Józef Staromiejski (1902-1903)[7][2]
- dr Antoni Danysz (1903-1909)[2][1]
- dr Benon Janowski (1909-1910)[2]
- dr Konstanty Wojciechowski (1910-1917)[2][1]
- Stanisław Sobiński (1917-1918)[2][1]
- dr Jan Oko (1918-1920)[2][1]
- Zdzisław Kultys (1920)[2]
- Stanisław Cygan (1922-1923)[2]
- Włodzimierz Bursztyński (1923-1929)[8][2]
- Stanisław Buzath (1930-193?)[2]
- Stanisław Szediwy (-1937)[9]
- Władysław Dajewski (1937-)[10]
- dr Władysław Chodaczek (p.o. dyrektora, -1938)[11]

## Nauczyciele
- Bronisław Bandrowski
- Michał Brandstätter
- Wacław Borzemski
- Tadeusz Czeżowski
- Wiktor Hahn
- Stanisław Homme
- Celestyn Lachowski
- Stanisław Jodłowski
- Juliusz Kleiner
- Aleksander Medyński
- Marceli Prószyński
- Artur Rapaport
- Maciej Rataj
- Kazimierz Sośnicki
- Leopold Wołowicz

## Uczniowie i absolwenci
Absolwenci
- Andrzej Alexiewicz – matematyk (1935)
- Jan Bernad – weterynarz (1936)
- Erwin Bordolo – prawnik, oficer (1908)
- Wiktor Czopp – oficer (1910)
- Edward Ekert – nauczyciel, polityk (1907)
- Stanisław Frankl – duchowny rzymskokatolicki (1924)
- Jakub Frostig – lekarz (1914)
- Andrzej Hiolski – śpiewak operowy
- Artur Hutnikiewicz – historyk literatury (1934)
- Antoni Kazimierz Jaworski (1910)
- Eugeniusz Konik – historyk (1933)
- Zbigniew Paygert – obrońca Lwowa (1919)
- Bronisław Szczyradłowski – oficer (1908)
- Jan Szumski – oficer lekarz (1911)
- Stanisław Szumski – oficer (1913)
- Stanisław Świtalski – oficer (1908)
- Mieczysław Tarnawski – duchowny rzymskokatolicki (1906)
- Aleksander Zakrzewski – weterynarz
- Stanisław Żeburski – obrońca Lwowa (1919)

Uczniowie
- Wiktor Budzyński – radiowiec
- Ludwik Bojczuk – nauczyciel
- Jerzy Janicki – literat
- Franciszek Skrzywanek – oficer
- Henryk Vogelfänger – aktor
- Józef Zieliński – historyk